# Hasse Funck
Hans "Hasse" Fredrik Funck, född 14 juni 1917 i Linköpings församling, Östergötland, död 22 december 2004 i Köpings församling, Kalmar län, var en svensk friherre i ätten Funck, operettskådespelare och regissör.

## Biografi
Hasse Funck var utbildad operettsångare och dansör. Han kom till Malmö 1939 och verkade där under en följd av år, engagerad på Hippodromteatern och Malmö stadsteater.
I sin 1951 grundade Stockholms showskola inledde han 1965 en verksamhet kallad ”Minifunckarna”. Barn undervisades där i skådespeleri, dans och sång , vilket ledde till fleras medverkan på de stora teaterscenerna i Stockholm och i radio, TV liksom på film.
Hasse Funck var äldre bror till Thomas Funck (1919–2010) och medverkade ofta i hans program och filmer om Kalle Stropp och hans vänner.
Han var gift med Inga-Lisa Wallentin (1921-2004) med vilken han hade en son och en dotter.

## Filmografi[2]

### Roller
- 1954 – Dans på rosor - revyartisten Tore
- 1955 – Brudar och bollar eller Snurren i Neapel - Stig
- 197? – Kul i jul
- 1973 – Tom Sawyer - domare Thatcher

### Regi
- 1956 – Kalle Stropp, Grodan Boll och deras vänner

## Teater

### Roller (ej komplett)
| År   | Roll                       | Produktion                                                                           | Regi             | Teater            |
| ---- | -------------------------- | ------------------------------------------------------------------------------------ | ---------------- | ----------------- |
| 1944 |                            | Tre små flickor Walter Kollo                                                         | Oscar Winge      | Malmö stadsteater |
| 1945 | Armand Brissard            | Greven av Luxemburg Franz Lehár, Leo Stein, Alfred Maria Willner och Robert Bodanzky | Oscar Winge      | Malmö stadsteater |
| 1945 | Jodelet                    | Cyrano de Bergerac Edmond Rostand                                                    | Sandro Malmquist | Malmö Stadsteater |
| 1945 | Pierrino, en frukthandlare | Giuditta Franz Lehár, Paul Knepler och Fritz Löhne-Beda                              | Oscar Winge      | Malmö stadsteater |
| 1946 |                            | Lyckan kommer Alf Henrikson                                                          | Sam Besekow      | Malmö stadsteater |
| 1948 | Sigismund                  | Vita hästen Hans Müller och Ralph Benatzky                                           | Max Hansen       | Oscarsteatern     |
| 1949 | Tommy Keeler               | Annie get your gun Irving Berlin, Dorothy Fields och Herbert Fields                  | Sven Aage Larsen | Oscarsteatern     |
| 1953 | Ippoith Markowitsch        | Sista valsen Oscar Straus, Julius Brammer och Alfred Grünwald                        | Einar Beyron     | Oscarsteatern     |
| 1954 |                            | Oh, mein Papa Erik Charell och Paul Burkhard                                         | Hansjörg Boeger  | Södra Teatern     |
| 1955 | Inspicienten               | Lilla helgonet Hervé, Henri Meilhac och Albert Millaud                               | Ivo Cramér       | Oscarsteatern     |
| 1958 | Maurepas                   | Madame Pompadour Rudolf Schanzer, Ernst Welisch och Leo Fall                         | Ivo Cramér       | Oscarsteatern     |

### Koreografi
| År   | Produktion                                        | Upphovsmän                                                                                   | Regi             | Teater                   |
| ---- | ------------------------------------------------- | -------------------------------------------------------------------------------------------- | ---------------- | ------------------------ |
| 1942 | Ministeriet vacklar Das Ministerium ist beleidigt | Bruno Engler, Fred Heller och Leonhard Märker Översättning Rickard Erwe och Karin Mandelstam | Rudolf Wendbladh | Helsingborgs stadsteater |